# Ophioteichus utinomii
Ophioteichus utinomii is een slangster uit de familie Ophiolepididae.
De wetenschappelijke naam van de soort werd in 1967 gepubliceerd door S. Irimura.